# Iberischer Maulwurf
Der Iberische Maulwurf (Talpa occidentalis) ist eine Säugetierart aus der Familie der Maulwürfe (Talpidae) innerhalb der Ordnung der Insektenfresser (Eulipotyphla). Er kommt in weiten Teilen der Iberischen Halbinsel vor und bewohnt dort Regionen mit feuchten und mächtigen Bodenbildungen. Die Tiere sind kleiner als der nahe verwandte Europäische Maulwurf, ähneln ihm aber äußerlich stark. Unterschiede finden sich in der kürzeren Schnauze, den breiteren Vorderfüßen und der relativ größeren Bezahnung. Wie andere Vertreter der Eurasischen Maulwürfe auch lebt der Iberische Maulwürfe unterirdisch und gräbt Tunnel und Gänge mit charakteristischen Hügeln als Ein- und Ausgänge. Die hauptsächliche Nahrung besteht aus Wirbellosen. Der Nachwuchs, meist zwei bis drei Jungen pro Wurf, wird in einem Nest aufgezogen, die Fortpflanzungsphase ist allgemein auf die feuchteren Jahreszeiten beschränkt. Ein besonderes Merkmal ist die Zwittrigkeit der Weibchen, die mitunter das Geschlecht tauschen können. Die wissenschaftliche Namensgebung des Iberischen Maulwurfs erfolgte im Jahr 1907, zunächst als Unterart des Blindmaulwurfs. Später wurde er jedoch als eigene Art anerkannt. Der Bestand gilt als nicht gefährdet.

## Merkmale

### Habitus
Der Iberische Maulwurf ähnelt äußerlich dem Europäischen Maulwurf (Talpa europaea), ist aber kleiner als dieser. Seine Kopf-Rumpf-Länge beträgt 9,6 bis 13,0 cm, der Schwanz wird 1,9 bis 3,5 cm lang. Das Körpergewicht variiert zwischen 34 und 66 g. Männchen sind dabei mit durchschnittlich 65 g gut 21,5 % schwerer als Weibchen, die rund 53,5 g wiegen. Entsprechend den anderen Eurasischen Maulwürfen weist der Iberische Maulwurf einen zylindrisch geformten sowie robust gebauten Körper auf, bei dem der Kopf auf einem kurzen Hals sitzt. Zudem sind die Vorderfüße schaufelartig gestaltet sowie nach außen gedreht. Allgemein werden die Vorderfüße etwas breiter als beim Europäischen Maulwurf, die Schnauze ist dagegen kürzer. Das Fell hat eine charakteristisch schwarze Farbgebung, gelegentlich tritt aber ein weißer Bauchfleck auf. Die Augen sind unter der Haut verborgen. Die Hinterfüße erreichen Längen von 1,4 bis 1,8 cm.

### Schädel- und Gebissmerkmale
Der Schädel des Iberischen Maulwurfs ist eher klein, aber robust gebaut und zeichnet sich durch ein breites Rostrum aus. Seine Länge reicht bei rund einem Dutzend vermessener Individuen von 30,4 bis 33,0 mm, die Breite im Bereich der Orbita von 6,2 bis 6,7 mm. Das Foramen infraorbitale ist im Vergleich zum Europäischen Maulwurf eher klein, Es liegt im Vergleich zum gleich großen Blindmaulwurf (Talpa caeca) weiter vorn, oberhalb des mittleren Mahlzahns. Das Gebiss besteht aus 44 Zähnen mit folgender Zahnformel: {\displaystyle {\frac {3.1.4.3}{3.1.4.3}}}. Unter Umständen können aber einzelne Prämolaren fehlen. Gegenüber dem Europäischen Maulwurf sind die Molaren robuster gebaut, was sich vor allem in der Größe des oberen dritten Mahlzahns widerspiegelt. Einzelne Unterschiede finden sich im Detail der Zähne. So ist das Trigonid des ersten unteren Molars beim Iberischen Maulwurf weniger gut entwickelt, während die oberen Mahlzähne einen schwächer ausgeprägten zungenseitigen Hypoconus zeigen. Am oberen ersten Mahlzahn ist das Mesostyl, ein kleiner Höcker zwischen den beiden lippenseitigen Haupthöckern (Paraconus und Metaconus), mit zwei Spitzen ausgestattet, während dieses beim Europäischen Maulwurf und beim Aquitanien-Maulwurf (Talpa aquitania) nur eine besitzt. Die Länge der oberen Zahnreihe variiert zwischen 11,5 und 12,7 mm.

### Genetische Merkmale
Der diploide Chromosomensatz lautet 2n = 34. Das X-Chromosom ist metazentrisch, das Y-Chromosom bildet das kleinste des gesamten Karyotyps und ist ebenfalls metazentrisch. Das vollständige Mitogenom des Iberischen Maulwurfs umfasst 16.962 Basenpaare und ist dadurch etwas umfangreicher als beim Europäischen Maulwurf. Ansonsten stimmen beide Arten in ihrem Genom, was Anordnung und Orientierung betrifft, stark überein. Gleiches kann zum Aquitanien-Maulwurf (Talpa aquitania) gesagt werden.

## Verbreitung und Lebensraum

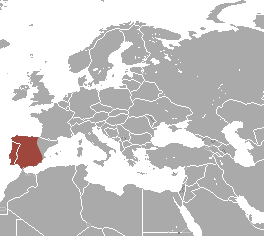
Verbreitungsgebiet des Iberischen Maulwurfs

Das Verbreitungsgebiet des Iberischen Maulwurfs umfasst einen Großteil der Iberischen Halbinsel mit Ausnahme des östlichen Teils, der Pyrenäen und des Ebro-Tales. Das Vorkommen erstreckt sich auch bis auf die galicische Insel Cortegada. Die Tiere bewohnen verschiedenste Lebensräume, die aber jeweils mit mächtigen und feuchten Böden verbunden sind. Dies schließt Wiesenflächen, Weidelandschaften, Obstgärten und Pappelplantagen ein. Die Art ist häufiger in höheren Gebirgslagen als in trockeneren Tiefländern anzutreffen. Die Höhenverbreitung erstreckt sich vom Meeresspiegelniveau bis auf rund 2300 m. Bei Untersuchungen in der Provinz Granada im trockenen südöstlichen Spanien wurde eine ansteigende Populationsdichte in Bereichen mit intensiver Bewässerung der Böden festgestellt, wobei dies positiv gekoppelt ist an eine Zunahme an Regenwürmern als wichtige Nahrungsgrundlage des Iberischen Maulwurfs. Er bevorzugt dabei Gebiete mit einem traditionellen Bewässerungssystem bestehend aus einem Netzwerk kleiner Kanäle und Wasserrinnen, meidet jedoch Areale mit moderner, nahezu flächenhafter Bewässerung. In Kantabrien kommt es marginal zu einer Überschneidung mit dem Vorkommen des Aquitanien-Maulwurfs.

## Lebensweise

### Territorialverhalten
Prinzipiell ähnelt die Lebensweise des Iberischen Maulwurfs der des Europäischen Maulwurfs, ist bei letzterem aber deutlich besser erforscht. Die Tiere leben meist unterirdisch und graben Baue und Tunnel in lockerem Erdreich. Deren Ausgänge münden in charakteristische Auswurfhügel (Maulwurfshügel). Nach Untersuchungen auf einer Obstplantage in Asturien im nordwestlichen Spanien kommen auf einer Fläche von rund 20 m² bis zu 18 solcher Erdhaufen vor. Der Durchmesser der Hügel liegt bei 8 bis 24,8 cm. Die Öffnungen sind zwischen 2 und 5 cm breit, was in etwa auch der Tunnelgröße entspricht. In der Region teilt der Iberische Maulwurf die Gänge mit der Iberischen Kleinwühlmaus. Über weitere Verhaltensweisen wie die täglichen Wanderungsbewegungen oder die Raumnutzung liegen keine Informationen vor.

### Ernährung
Wie der Europäische Maulwurf ernährt sich der Iberische Maulwurf hauptsächlich von Regenwürmern, unter anderem der Gattungen Dendrobaena und Allolobophora. Hinzu kommen verschiedene Weichtiere, Tausendfüßer, Hundertfüßer, Grillen, Schmetterlinge und Käfer. Zu letzteren zählen etwa Larven von Maikäfern und Schröter.

### Fortpflanzung
Die Fortpflanzung des Iberischen Maulwurfs ist jahreszeitlich begrenzt. Sie findet hauptsächlich zwischen September und Mai statt, während sie in den trockenen Sommermonaten ruht. Trächtige Weibchen wurden vor allem zwischen Oktober und Mai beobachtet, milchgebende Muttertiere zwischen November und Mai. Während der sexuell aktiven Phase schwellen die Eierstöcke und die Gebärmutter der weiblichen sowie die Hoden der männlichen Tiere markant an. So erhöht sich das Gewicht der Gebärmutter von 100 auf bis zu 550 mg, das der Hoden von rund 50 auf bis über 310 mg. Die Tragzeit dauert etwa 28 Tage, ein Muttertier trägt zwei bis drei Embryonen aus. Jungtiere wiegen 3 bis 5 g und sind 29 bis 45 mm lang. Sie haben eine rötlichbraune Haut und sind nackt. Ihre Bewegungen ähneln schon denen der ausgewachsenen Tiere. Im Vergleich zum Nachwuchs des Europäischen Maulwurfs sind die Jungen des Iberischen Maulwurfs kleiner und weniger entwickelt. Das kurze und dunkelgraue bis schwarze Fell der ausgewachsenen Tiere entwickelt sich nach 12 bis 17 Tagen. Auffallenderweise setzt in dieser Phase die rapide Größenzunahme der Jungen aus, was annehmen lässt, dass die Fellbildung einen Großteil der Energie beansprucht. In den ersten vier Lebenswochen ernähren sich die Jungen ausschließlich von Muttermilch. Nach 27 bis 33 Tagen verlassen sie das mütterliche Nest und nehmen erstmals feste Nahrung zu sich. Im gleichen Zeitraum setzt die Entwöhnung ein. Die Jungen wiegen dann zwischen 38 und 57 g. Die Geschlechtsreife erreicht der Nachwuchs etwa im Oktober oder November. Er verlässt das Gebiet des Muttertieres und legt eigene Baue an.
Die lange Fortpflanzungsperiode ermöglicht es den Weibchen, mehrmals Nachwuchs im Jahr auszutragen. Das Gesamtgewicht eines Wurfes nach der Entwöhnung übersteigt das Gewicht des Muttertieres um das 2,8fache. Untersuchungen zeigen, dass Individuen mit XY-Chromosomen sowohl äußerlich als auch vom inneren Bau her Männchen entsprechen. Solche mit XX-Chromosomen stellen aber phänotypisch Weibchen dar, sind in ihrer inneren Struktur dagegen Hermaphroditen, da sie Zwitterdrüsen besitzen. Ihre Reproduktionsfähigkeit ist uneingeschränkt. Teilweise kommt es dabei auch zum Geschlechtertausch, wobei sich diese Individuen als unfruchtbar herausstellen mit durchschnittlich kleineren Hoden als bei XY-Männchen. In einer Studie von 54 Individuen aus einer natürlichen Population bei Vega de Granada in Spanien erwiesen sich 33 als eindeutig männlich, 11 als weiblich, 8 als Hermaphroditen und 2 als ursprünglich weiblich mit getauschtem Geschlecht. Eine weitere Untersuchung berücksichtigte 218 Individuen mit 131 eindeutigen Männchen und 87 Weibchen, von denen abseits der Jungtiere fast alle Hermaphroditen waren. Einige davon trugen Nachwuchs aus, andere produzierten Milch. Verantwortlich hierfür sind laut genetischen Untersuchen mehrere Faktoren, die die Verdreifachung und Inversion verschiedener Genabschnitte beinhalten und so die Hodenbildung bei Weibchen sowie die verstärkte Ausschüttung männlicher Sexualhormone befördern. Ein Teil dieser Veränderungen unterstützt die unterirdische und einzelgängerische Lebensweise durch eine Zunahme der Muskelmasse und Aggressivität.

### Fressfeinde und Parasiten
Ein bedeutender Fressfeind ist der Uhu, jedoch ist der Anteil des Iberischen Maulwurfs an der Gesamtnahrung des Greifvogels nach Untersuchungen in Portugal eher gering. Gelegentlich werden auch Reste des Iberischen Maulwurfs in Gewöllen der Rohrweihe gefunden. Zu den inneren Parasiten zählen verschiedenste Würmer, hervorzuheben sind Saugwürmer der Gattungen Ityogonimus und Omphalometra, Kratzwürmer der Gattung Moniliformis sowie Fadenwürmer der Gattungen Liniscus, Soboliphyme und Spirura. Letztere Gattung ist aber beim Iberischen Maulwurf deutlich seltener als beim Europäischen Maulwurf. Des Weiteren wurden Milben der Gattung Echinonyssus festgestellt.

## Systematik
Der Iberische-Maulwurf ist eine Art aus der Gattung der Eurasischen Maulwürfe (Talpa), der rund 15 weitere angehören und deren bekanntester Vertreter der Europäische Maulwurf (Talpa europaea) bildet. Die Eurasischen Maulwürfe stehen innerhalb der Tribus der Eigentlichen Maulwürfe (Talpini) und der Familie der Maulwürfe (Talpidae). Die Eigentlichen Maulwürfe fassen die zumeist grabenden Angehörigen der Maulwürfe zusammen. Andere Mitglieder der Familie leben dem gegenüber nur teilweise unterirdisch, bewegen sich oberirdisch fort oder haben eine semi-aquatische Lebensweise.
Die wissenschaftliche Erstbeschreibung des Iberischen Maulwurfs stammt von Ángel Cabrera aus dem Jahr 1907. Cabrera führte ihn unter der Bezeichnung Talpa caeca occidentalis als Unterart des Blindmaulwurfs (Talpa caeca) ein. Der Holotyp stellt ein ausgewachsenes männliches Tier von rund 10 cm Körperlänge dar. Die Typusregion gab Cabrera mit La Granja bei Segovia in Zentralspanien an. Das Habitat umfasste damit seiner Meinung nach die Sierra de Guadarrama. Vom Blindmaulwurf unterschied Cabrera den Iberischen Maulwurf hauptsächlich durch die geringere Körpergröße, die breiten Vorderfüße und einzelne Besonderheiten am Schädel. Im Jahr 1912 hob Gerrit S. Miller den Iberischen Maulwurf auf Artebene, was Cabrera zwei Jahre später für den Säugetierband der Fauna Iberica übernahm.
Im Verlauf des 20. Jahrhunderts wurde der Iberische Maulwurf teilweise wieder als Unterart des Blindmaulwurfs geführt. Die enge Verwandtschaft der beiden Formen wurde unter anderem von Georg H. W. Stein in den 1960er Jahren befürwortet. Cytogenetische Untersuchungen erbrachten dann im Jahr 1984 bedeutende Unterschiede im Karyotyp, da der Iberische Maulwurf entsprechend zahlreichen anderen Vertretern der Eurasischen Maulwürfe einen Chromosomensatz von 2n = 34 aufweist, der Blindmaulwurf hingegen von 2n = 36. Auch erste genetische Analysen nur wenige Jahre später sprachen von einer deutlichen Trennung der beiden Formen. Als weiterer anatomischer Unterschied zwischen dem Iberischen und dem Blindmaulwurf kann die Gestaltung des Kreuzbeins gewertet werden. Letzterer besitzt einen caecoidalen Aufbau (die Öffnung des Foramens am vierten Kreuzbeinwirbel ist nach hinten gerichtet), ersterer hingegen einen europaeoidalen (die Öffnung des Foramens am vierten Kreuzbeinwirbel ist durch eine Knochenbrücke überdeckt). Auch neuere molekulargenetische Studien sehen den Iberischen Maulwurf in einer näheren Verbindung zum Europäischen Maulwurf als zum Blindmaulwurf. Die Trennung des Iberischen und des Europäischen Maulwurf erfolgte im Übergang vom Pliozän zum Unterpleistozän vor etwa 2,8 Millionen Jahren, ihr genetischer Abstand liegt bei über 8 %. Noch näher verwandt ist der Aquitanien-Maulwurf, der sich erst vor 2,4 Millionen Jahren von der Linie des Iberischen Maulwurfs abspaltete. Der genetische Abstand beider Maulwurfarten beträgt etwa 7,5 %.
Der Iberische Maulwurf wird als monotypisch angesehen, Unterarten sind daher nicht bekannt. Genetisch konnten jedoch drei Subpopulationen unterschieden werden, die sich auf den Norden, Westen und Süden der Iberischen Halbinsel verteilen. Ebenso sind keine Fossilfunde des Iberischen Maulwurfs bekannt. Eine teilweise favorisierte Herleitung von Talpa minor, einer ausgestorbenen kleinen Maulwurfart, die vom Pliozän bis zum Mittelpleistozän in Mittel- und Osteuropa belegt ist, wird Untersuchungen aus dem Jahr 2001 zufolge aufgrund abweichender Zahnmerkmale, beispielsweise der relativen Größe der Mahlzähne, ausgeschlossen.

## Bedrohung und Schutz
Allgemein gilt der Iberische Maulwurf als relativ häufig, größere Bedrohungen für den Bestand sind nicht bekannt. Lokal kann sich der Verlust von Wiesenflächen im Zuge von Aufforstungsprogrammen negativ auswirken. Außerdem wird er bei Landwirten als Schädling angesehen. Die IUCN listet die Art als „nicht bedroht“ (least concern). Sie kommt in verschiedenen Naturschutzgebieten vor.